# Lopaphus
Lopaphus is een geslacht van wandelende takken uit de familie Lonchodidae. De wetenschappelijke naam van dit geslacht is voor het eerst voorgesteld door John Obadiah Westwood in een publicatie uit 1859. De soorten van dit geslacht komen in Zuidoost-Azië voor.

## Soorten
Het geslacht Lopaphus omvat de volgende soorten:
- Lopaphus albogeniculata (Redtenbacher, 1908)
- Lopaphus albopunctatus (Chen & He, 2004)
- Lopaphus amplicercius Seow-Choen, 2018
- Lopaphus angusticauda (Chen & Xu, 2008)
- Lopaphus antennatus (Redtenbacher, 1908)
- Lopaphus ashmeadi (Rehn, 1904)
- Lopaphus atalantia (Thanasinchayakul, 2006) (Nomen nudum)
- Lopaphus baucis (Westwood, 1859)
- Lopaphus bootanicus (Westwood, 1859)
- Lopaphus bougainvillea (Thanasinchayakul, 2006) (Nomen nudum)
- Lopaphus brachypterus (Haan, 1842)
- Lopaphus buegersi Günther, 1929
- Lopaphus crishna (Westwood, 1859)
- Lopaphus elegans (Brunner von Wattenwyl, 1907)
- Lopaphus fitriae (Seow-Choen, 2018)
- Lopaphus guangxiensis (Chen & He, 1999)
- Lopaphus iolas (Westwood, 1859)
- Lopaphus lampethusa (Westwood, 1859)
- Lopaphus longicollis (Redtenbacher, 1908)
- Lopaphus magnificus (Brunner von Wattenwyl, 1907)
- Lopaphus micropterus Ho, 2013
- Lopaphus muticus (Redtenbacher, 1908)
- Lopaphus nanoalatus Brock, 1999
- Lopaphus pedestris (Redtenbacher, 1908)
- Lopaphus perakensis (Redtenbacher, 1908)
- Lopaphus porus (Westwood, 1859)
- Lopaphus psidium (Thanasinchayakul, 2006) (Nomen nudum)
- Lopaphus shenglii Ho, 2013
- Lopaphus sinensis (Bi, 1995)
- Lopaphus sphalerus (Redtenbacher, 1908)
- Lopaphus srilankensis Hennemann, 2002
- Lopaphus sumatranus (Redtenbacher, 1908)
- Lopaphus suryoi Seow-Choen & Bruckner, 2023
- Lopaphus suwinae Seow-Choen, 2000
- Lopaphus tonkinensis (Redtenbacher, 1908)
- Lopaphus trilineatus (Carl, 1913)
- Lopaphus unidentatus (Chen & He, 1995)
- Lopaphus viridopedis Seow-Choen, 2018
- Lopaphus yunnanensis (Chen & He, 1995)
- Lopaphus zayuensis (Chen & He, 2008)